# おタコプーアワー・おタコのクセに!
『おタコプーアワー・おタコのクセに!』は、福岡・KBCラジオで放送された生放送ラジオ番組。
1999年10月4日から2002年3月29日まで放送されていた。

## 概要
1999年10月にKBCラジオがニッポン放送LF+R『allnightnippon SUPER!』のネットを開始したことに伴い、自社制作枠が10:00から0:00の2時間から、12:00からの1時間となったことを受け、前身番組『ゴリソン』の出演者だったおタコプーとゆっきーをメインに据えてスタートさせた。
徐々にリスナー（この番組では「ディスカッションするリスナー」をもじって『ディスナー』と称されていた）を増やし、2001年10月からはナイターオフ編成に伴い21:00台も新設された。
おタコがコンビ活動に専念することになり、2002年3月をもって番組を終了した。後番組は『KBCミミトモ!』で、おタコは「プー&ムー」としてパーソナリティを続投した。
番組放送期間中には、KBCテレビで同名の特別番組が放送された。内容は山本華世、ばってん荒川とのインタビューと、おタコの生き様の紹介であった。

## パーソナリティ
- おタコプー（現・おたこぷー）
- ゆっきー（カタカナの「ユッキー」表記）

### ピンチヒッター出演
- 井上修（現・おさむ、おタコの相方）
- 栗田善太郎（栗田が担当する『栗田善太郎のくりくりサタデーナイト』との合同企画も行われた）
- 高島宗一郎（当時KBCアナウンサー）

## 放送された主なコーナー
- タイムプー（リスナー参加のクイズコーナー）
- カウントダウンぬぽーん（PAO〜Nでの「わけありベストテン」、3Pでの「タコ天」の流れを引き継いだ音ネタコーナー）
- おタコのクセに!握手会（エリア内の学校で開催した番組の握手会イベントの模様を放送）
- ちょこっとギャグ（リスナーから一発ギャグを募る。中島浩二や栗田善太郎が頻繁にネタにされていた）
- 俺の親父は留学生（きっかけはおタコの鼻歌。後に替え歌の歌詞が多く寄せられ、自主制作でCD化された）
- こちら中央区長浜・おタコ書店（本を題材にしたネタコーナー。元ネタは当時放送されていた『川上鴻一郎 本の気持ちです』であり、コーナー内の音楽もその番組のものが使われていた）
- おタコ・ユッキー・山本華世（3段落ちのネタコーナー）
- ジョリジョリジョリー（リスナーが電気カミソリで髭を剃る音を募り、グランプリを決定した1回きりの特別企画。元ネタはアンジェリーナ・ジョリー）
- おタコビクス（おタコ考案の体操）
- 深田恭子 IN MY ROOM（21:00台で放送、ニッポン放送制作）
- Jリーグ totoゴール・フラッシュ!（21:00台で放送、ニッポン放送制作）